# 高津信三
高津 信三（たかつ しんぞう、1946年7月20日 - 2004年10月18日）は、専修大学元教授。専修大学経営学部情報管理学科が改組転換してネットワーク情報学部となった際に、初代学部長を務めた。経営研究所事務局長、21世紀構想会議委員、基本政策検討会議委員などを歴任。

## 経歴
「専修ネットワーク&インフォメーション（高津信三教授　追悼号）」に基づき経歴を記述する。
- 1969年（昭和44年）－東京工業大学工学部経営工学科卒業
- 1971年（昭和46年）－東京工業大学大学院理工学研究科経営工学専攻修士課程修了、工学修士
- 1976年（昭和51年）－東京工業大学大学院理工学研究科経営工学専攻博士課程修了、工学博士
- 1976年（昭和51年）－1979年、カーネギーメロン大学ポストドクトラル研究員
- 1979年（昭和54年）－1985年、広島大学工学部助手
- 1985年（昭和60年）－1993年、専修大学経営学部助教授
- 1993年（平成3年）－2001年、専修大学経営学部教授
- 1997年（平成9年）－2001年、私立大学情報教育協会 経営学情報教育研究委員会委員
- 1997年（平成9年）－1999年、専修大学経営研究所事務局長
- 2001年（平成13年）－専修大学ネットワーク情報学部教授、学部長
- 2002年（平成14年）私立大学情報教育協会 経営学情報教育研究委員会委員長
- 2003年（平成15年）私立大学情報教育協会 経営学情報IT活用研究委員会委員長
- 2004年（平成16年）10月18日、心不全のため逝去[1]

## 業績・著書
- 「多階層システム論」、オペレーションズ・リサーチ、Vol.18, No.6, 1973
- "Characterization of a Linear Decision Rule", Kybernetes, Vol.10, pp.31-38, 1981
- "Coordination Principles for Two-Level Satisficing Decision-Making Systems", Systems Science Journal, Vol.7, No.3, 1982
- "Reconsideration of Present Value Method", European Journal of Operations Research, Vol.18, No.2, pp.230-244, 1984
- "Multiple-Objective Satisficing Decision Problems", Kybernetes, Vol.13, pp.21-26, 1984
- （共著）『現代経営情報学概論』、オーム社、1988年
- （共編著）『経営情報システム』、日刊工業新聞社、1991年

## 専修大学における教育研究
専修ネットワーク＆インフォメーションの高津信三教授追悼号には、学長をはじめ多くの同僚や弟子から追悼の言葉が寄せられている。高津の人柄を無口ではあるが実行力があると叙述する人が多い。曲ったことが嫌いで潔く、“侍”に譬える者もいる。